# Estación Caldas
Caldas es una de las estaciones del Sistema Integrado de Transporte MIO de la ciudad de Cali, inaugurado en el año 2008.

## Ubicación
Se encuentra ubicada en el sur de la ciudad sobre la Calle 5, frente a los centros comerciales Premier Limonar y La 14 Limonar, y cerca de la intersección de la Autopista Suroriental con la Calle 5. 

## Toponimia
El nombre de la estación proviene del barrio Caldas, uno de los más adyacentes.

## Características
La estación cuenta con dos vagones y dos vías de acceso, una al lado sur que se conecta a un largo puente a ambos sentidos de la calle 5 y otra al sentido norte (fue inaugurada en noviembre de 2016) conectando más fácilmente al centro comercial Premier y el supermercado la 14 del Limonar con la estación y el otro lado de la calle 5 haciendo más rápida la movilización de las personas.

## Servicios de la estación

### Rutas expresas
| Ruta | Estación Origen             | Estación Destino            | Sentido (N/S) |
| ---- | --------------------------- | --------------------------- | ------------- |
| E21  | Terminal Menga Av 3N Cl 70N | Universidades Cra 100 Cl 16 | Ambos         |

### Rutas troncales
| Ruta | Estación Origen                        | Estación Destino            | Sentido (N/S) |
| ---- | -------------------------------------- | --------------------------- | ------------- |
| T31  | Terminal Paso del Comercio Cra 1 Cl 71 | Universidades Cra 100 Cl 16 | Ambos         |
| T51  | Terminal Aguablanca Cra 28D Cl 96      | Universidades Cra 100 Cl 16 | Ambos         |

### Rutas pretroncales
| Ruta | Origen                            | Trayecto                                                                           | Destino                     |
| ---- | --------------------------------- | ---------------------------------------------------------------------------------- | --------------------------- |
| P21C | Terminal Menga Av 3N Cl 70N       | Cl 70 - Aut Suroriental - Cl 5                                                     | Universidades Cra 100 Cl 16 |
| P51C | Terminal Aguablanca Cra 28D Cl 96 | Av Ciudad de Cali - Cra 29 - Cl 48 - Cl 25 - Cra 56 - Cl 5 - Cra 80 - Av Pasoancho | Buitrera Cr 100 Cl 11       |

### Rutas por integración virtual
Estas rutas tienen paradas adyacentes a esta estación, por lo tanto al salir de la estación y después usar una de estas rutas haciendo uso de la tarjeta MIO, el usuario no debe pagar otro pasaje.
| Ruta | Origen                           | Trayecto                             | Destino                     |
| ---- | -------------------------------- | ------------------------------------ | --------------------------- |
| A73  | Terminal Cañaveralejo Cl 5 Cr 52 | Cl 2A - Cr 67 - Cl 1C - Cr 73 - Cl 3 | Nápoles                     |
| A78A | Inicio del recorrido             | Cr 73 - Cl 1C - Cr 70 - Cl 2A Oe     | Los Chorros                 |
| P27D | Capri Cl 5 Cr 78                 | Cl 9 - Centro - Av 6N - Cl 70N       | Terminal Menga Av 3N Cl 70N |

## Sitios de interés
- Centro Comercial Premier Limonar
- La 14 Limonar
- El Capitolio
- Barrio Capri
- Barrio Caldas
- Barrio Limonar